# Tarasa congestiflora
Tarasa congestiflora är en malvaväxtart som först beskrevs av Ivan Murray Johnston, och fick sitt nu gällande namn av Antonio Krapovickas. Tarasa congestiflora ingår i släktet Tarasa och familjen malvaväxter. Inga underarter finns listade i Catalogue of Life.